# Aplidium pseudolobatum
Aplidium pseudolobatum är en sjöpungsart som först beskrevs av Pérès 1956.  Aplidium pseudolobatum ingår i släktet Aplidium och familjen klumpsjöpungar. Inga underarter finns listade i Catalogue of Life.